# 极速前进21
《极速前进21》（The Amazing Race 21），是CBS的流行真人競賽節目《极速前进》的第二十一季。本季繼續有十一對有各種既定關係的參賽隊伍，為最終大獎——一百萬美元進行環球旅行競賽。
第二十一季將會在美國東岸時間2012年9月30日晚上八時在CBS上首播。
CBS對這個季度的最終大獎作出改變，如果第一賽段的勝出隊伍成為了本季的冠軍，他們的最終大獎將會翻倍，變成兩百萬美元。
養羊人 / 終生伴侶Josh Kilmer-Purcell and Brent Ridge是《極速前進》第二十一季的冠軍。

## 製作

### 發展及拍攝
第二十一季的《极速前进》將會在本年秋季於CBS上首播。本季各隊將會跨越三個大陸和九個國家（包括中國、印度尼西亞、孟加拉國、土耳其和荷蘭），進行25,000英里（40,000）的旅程。

### 參賽者
在2012年5月9日，CBS開始接受《极速前进21》的參賽申請。
本季的參賽者包括真人秀The Fabulous Beekman Boys的主持人明星Josh Kilmer-Purcell和Brent Ridge、前麥加帝斯樂隊的貝斯手詹姆斯·洛門佐（James LoMenzo）、舞男Jaymes Vaughan和James Davis、義肢職業單板滑雪手Amy Purdy和真人秀《飛黃騰達：瑪莎史都華》（The Apprentice: Martha Stewart）的參賽者Ryan Danz。

## 賽果
因為可能要增刪一些資料，此列表並不一定會完全反映所有播映版本的內容。下表列出的隊員關係為節目拍攝時期的狀態，關係描述為官方版本。下表列出了所有參賽隊伍的比賽結果，以排名順序列出。
| 隊伍               | 關係              | 分段比賽成績 | 分段比賽成績 | 分段比賽成績 | 分段比賽成績 | 分段比賽成績 | 分段比賽成績 | 分段比賽成績 | 分段比賽成績 | 分段比賽成績 | 分段比賽成績 | 分段比賽成績 | 分段比賽成績 | 路障完成數目          |
| 隊伍               | 關係              | 1            | 2            | 31           | 4            | 5            | 6            | 7            | 8            | 9            | 10           | 11           | 12           | 路障完成數目          |
| ------------------ | ----------------- | ------------ | ------------ | ------------ | ------------ | ------------ | ------------ | ------------ | ------------ | ------------ | ------------ | ------------ | ------------ | --------------------- |
| Josh & Brent       | 養羊人 / 終生伴侶 | 7th          | 5th          | 5th          | 4th          | 7th          | 6th          | 5th          | 5th          | 4th          | 3rd          | 3rd          | 1st          | Josh 7, Brent 7       |
| Jaymes & James     | 舞男 / 好友       | 10th         | 3rd          | 3rd          | 6th          | 6th          | 5th          | 2nd          | 1st          | 2nd⊃         | 2nd          | 1st          | 2nd          | Jaymes 7, James 7     |
| Trey & Lexi        | 約會中            | 9th          | 2nd          | 2nd          | 7th          | 5th          | 1st          | 1st          | 2nd          | 3rd⊃5        | 1st          | 2nd          | 3rd          | Trey 7, Lexi 7        |
| Natalie & Nadiya   | 雙胞胎姐妹        | 4th          | 1st          | 6th          | 3rd          | 3rd          | 4th          | 3rd          | 3rdε         | 1stƒ         | 4th          | 4th          |              | Natalie 6, Nadiya 5   |
| Abbie & Ryan       | 約會中的離婚男女  | 1st          | 4th          | 1st          | 2nd          | 2nd          | 2nd          | 4th          | 4th          | 5th⊂         |              |              |              | Abbie 4, Ryan 6       |
| James & Abba       | 搖滾朋友          | 6th          | 6th          | 4th          | 1stƒ         | 1st          | 3rd          | 6th          | 6th          |              |              |              |              | James 3, Abba 54      |
| Rob & Kelley       | 夫婦              | 5th          | 8th          | 7th⊃         | 5th3         | 4th          | 7th          |              |              |              |              |              |              | Rob 4, Kelley 3       |
| Gary & Will        | 好友 / 替課教師   | 8th          | 9th          | 8th⊂⊃2       | 8th          |              |              |              |              |              |              |              |              | Gary 3, Will 2        |
| Caitlin & Brittany | 好友              | 3rd          | 7th          | 9th          |              |              |              |              |              |              |              |              |              | Caitlin 2, Brittany 2 |
| Amy & Daniel       | 關係不穩定的情侶  | 2nd          | 10th         |              |              |              |              |              |              |              |              |              |              | Amy 2, Daniel 1       |
| Rob & Sheila       | 訂婚情侶          | 11th         |              |              |              |              |              |              |              |              |              |              |              | Rob 1, Sheila 1       |

- 紅：該隊已被淘汰。
- 綠ƒ：該隊贏得「通行證」（Fast Forward）。
- 紫ε：該隊於賽段中使用「迅速通關卡」（Express Pass）。
- 下線藍：該隊最後抵達非淘汰提示站，他們須在下賽段接受「減速障礙」（Speed Bump）任務。
- 棕⊃或青⊃：該隊為兩隊中，使用「雙重迴轉」（Double U-turn）之其中一隊隊伍；⊂或⊂是被指定迴轉的队伍。

1. ^  第三賽段的雙重迴轉是匿名迴轉，使用迴轉的兩支隊伍都不需要貼出自己的照片以告訴其他隊伍他們使用了迴轉。
2. ^  Gary & Will 對 Rob & Kelley 使用迴轉，但由於 Rob & Kelley 當時已超越 Gary & Will，所以該迴轉沒有生效。
3. ^  Rob & Kelley 原本是第四隊抵達中繼站。但由於他們的船直接把他們帶到中繼站，他們必須按指示乘船返回 Swarighat，然後步行前往中繼站。Josh & Brent 在他們離開後抵達中繼站，故 Rob & Kelley 的排名下跌至第五名。
4. ^  由於James&Abba在第八個賽段中花了大部分時間尋找Abba的護照,官方只播出了他們到減速障礙和到減速障礙所在地點的片段。在官方網站上,Abba表示該賽段的路障是由他去完成,但他們有否完成繞道就不得而知。
5. ^  Trey & Lexi 對 Jaymes & James 使用迴轉，但由於Jaymes & James當時已超越Trey & Lexi,所以該迴轉沒有生效。

## 每集標題語錄
每集標題通常引用自參加者說過的話。
1. "Double Your Money (Shanghai, China)" – Phil Keoghan
2. "Long Hair, Don't Care (Surabaya, Indonesia)" – Jaymes
3. "There's No Crying in Baseball (Bangil, Indonesia)" – Brittany
4. "Funky Monkey (Dhaka, Bangladesh)" – Abbie
5. "Chill Out, Freak (Dhaka, Bangladesh)" – Natalie
6. "Get Your Sexy On (Istanbul, Turkey)" – Nadiya
7. "Off to See the Wizard (Moscow, Russia)" – James (of Jaymes & James)
8. "We Was Robbed (Moscow, Russia)" – James (of James & Abba)
9. "Fishy Kiss (Amsterdam, Netherlands)" – Nadiya
10. "Not a Well-Rounded Athlete (Mallorca, Spain)" – James (of Jaymes & James)
11. "Take Down That Million (Loire Valley, France & New York City, New York)" – Trey

## 獎項
個人獎項頒發給每賽段的冠軍隊伍。所有旅程都是由Travelocity提供。
- 第一段 – 200萬美元最終大獎[Note 1]
- 第二段 – 迅速通關卡，隊伍可用作跳過任何一個任務
- 第三段 – 雙人斐濟旅遊
- 第四段 – 雙人安地卡島旅遊
- 第五段 – 雙人馬來西亞旅遊
- 第六段 – 双人澳大利亚旅游
- 第七段 – 雙人毛伊島旅遊
- 第八段 – 雙人哥斯達黎加旅遊
- 第九段 – 每人5000美元現金
- 第十段 – 雙人里维埃拉玛雅旅遊
- 第十一段 – 每人一輛2013福特翼虎汽車
- 第十二段 – 100萬美元

## 旅程
美国 →  中国 →   印度尼西亞 →   →  土耳其 →  俄羅斯 →  荷蘭 →  西班牙 →  法國 →  美国

## 賽段摘要

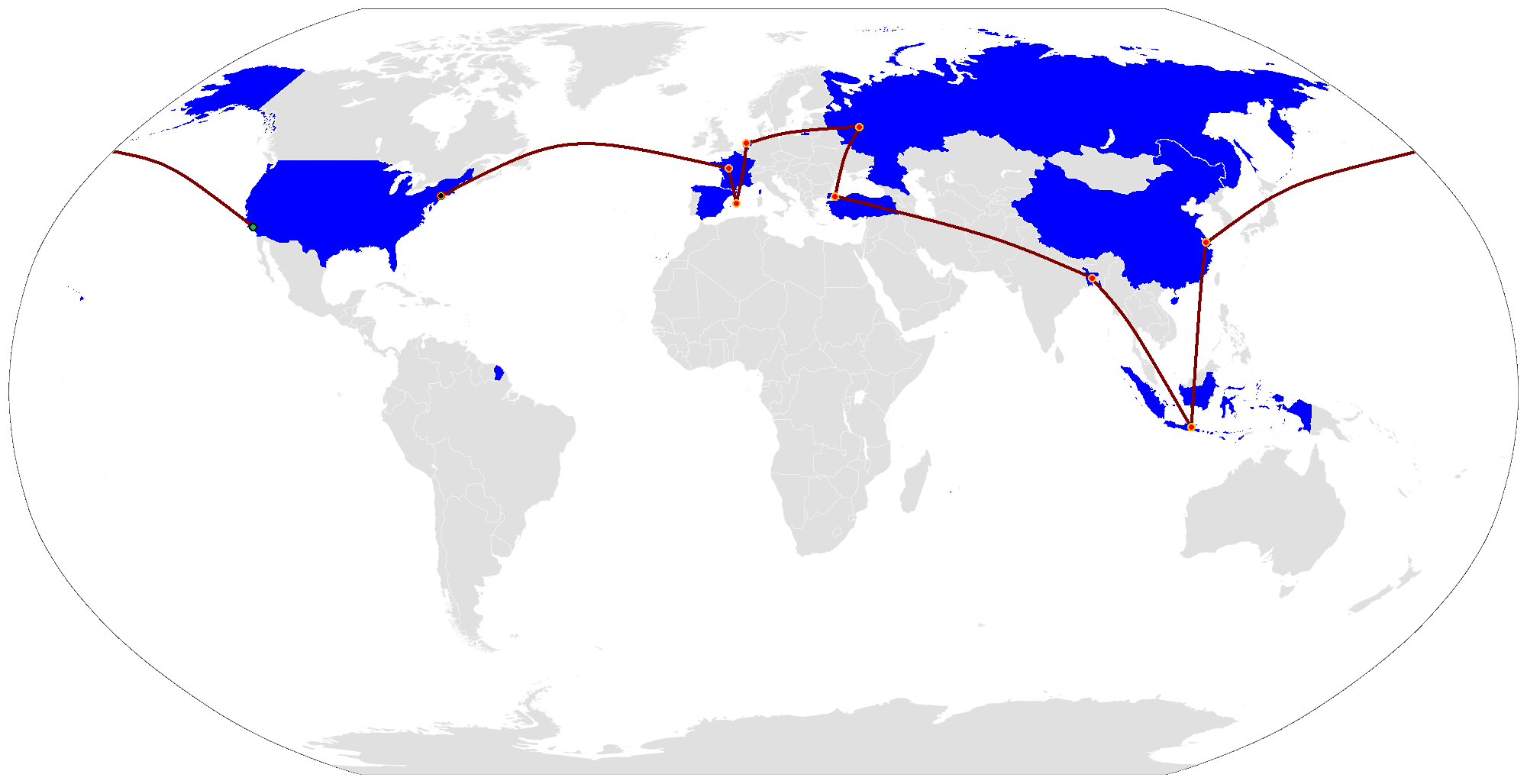
《极速前进》第二十一季的路線圖。

### 第一段（美國 → 中國）
播放日期：2012年9月30日
- 美國，加利福尼亚州，帕薩迪納（科羅拉多街大橋）（起點線）
- 洛杉磯（洛杉磯國際機場） 到  中國，上海（上海浦東國際機場）
- 上海（磁悬浮龙阳路站）（未播出）
- 上海（源深體育中心）
- 上海（翠萍閣酒家）
- 上海（外灘） [AT1]
- 上海（外灘信號台）

起點線任務：各隊要從科羅拉多街大橋（Colorado Street Bridge）遊繩垂降，以找到他們的背包，並獲得下一道線索。他們只可以乘搭指定的兩班機次，第二班機會比第一班機遲75分鐘抵達上海市，只有最早抵達洛杉磯國際機場的七隊才可以登上第一班機。
第一個路障：一位隊員須與一名乒乓球（少年組）冠軍打乒乓球。期間該名冠軍會使用不同的物件如寫字夾板、煎鍋及手鼓，與隊員打乒乓球，當該名冠軍取得一分，便會移動至下一張桌。隊員只要成功取得一分，該名冠軍便會交出下一道線索。
第二個路障：沒有做第一個路障的隊員，須使用提供的筷子進食一個由兩個挖空的木瓜組成的中國美味甜點，稱為雪蛤膏（Hasma）－－蛙輸卵管。只要全部吃光，酒店經理就會交出下一道線索。
附加任務：
- [AT1]：在上海外灘，各隊要找到一位拿著算盤（abacuses）的婦人。

### 第二段（中國 → 印度尼西亞）
播放日期：2012年10月7日
- 上海（上海浦東國際機場） 到  印度尼西亞，東爪哇省，泗水（朱安達國際機場）
- 馬都拉島，邦卡蘭縣（Alun-Alun 運動場） [AT1]
- 泗水（Jembatan Merah）
- 泗水（Wijaya 摩托車店）
- 泗水（Pabean 市集）

路障：一位隊員要選擇四位孩子，一邊為他們紮出八個氣球（四頂帽子，四隻動物），一邊用腳踏運作一部遊樂設施，好讓他們可以一邊玩一邊等待自己的氣球。
繞道：隊伍要選擇「運冰」或「運魚」任一任務。
- 在「運冰」（Ice-by-the-Pound）中，隊伍要把十塊重65磅的冰塊搬上一輛貨車，前往指定市場，再用運貨車把冰塊運到卸貨區，換取下一道線索。

- 在「運魚」（Fish-by-the-Barrel）中，隊伍要把兩桶鮮魚運到指定攤檔，他們必須按指定方式把鮮魚放好，期間必須把一大塊冰塊敲碎，那些冰塊將用作保鮮之用。只要得到檔主認可，隊伍便可以取得下一道線索。

附加任務
- [AT1]：抵達Alun-Alun運動場後，各隊要選一個號碼。各隊將順序參與印度尼西亞的傳統公牛賽（Karapan Sapi）。

### 第三段（印度尼西亞）
播放日期：2012年10月14日
- 泗水（Antika Jaya Padang 餐廳）
- 泗水（古本車站） 到 岩望，邦義爾（邦義爾火車站） [AT1]
- 邦義爾（Perliman Pos I）
- 邦義爾（SMA Negeri 1 高中）

路障：一名队员需一次性在手臂上放20个盘子，之后端到顾客的桌上。如果途中任一个盘子摔碎，队员需回到厨房重头再来。一旦队员将20盘食物端完，餐厅经理会给出下一条线索。
绕道：选手要选择“煎蛋”或“舞狮”任一任务。
- 在「煎蛋」（Egg-head）中，队伍需搭乘 becak（一种在印尼常见的交通工具）前往小贩手中拿四个蛋，然后再搭乘becak前往公园。到达后，巫师会把椰子火炉放在队员的头上并点火煎四个蛋（每人两个）让队伍吃。当队员吃完后，就能获得下一条线索。

- 在「舞狮」（Lion's-head）中，队伍同样搭乘 becak 前往公园。穿上传统服装戴上面具后，跟随当地乐队的节奏，他们要在街上游行并中途停下几次表演舞步，当他们回到公园后，就能获得下一条线索。

附加任务:
- [AT1]：在从泗水到邦義爾的火车行进中，队员们必须睁大双眼寻找下一条线索。

### 第四段（印度尼西亞 → 孟加拉国）
播放日期：2012年10月21日
- 泗水（朱安達國際機場） 到  孟加拉国，達卡（沙阿賈拉勒國際機場）
- 達卡（Rubel Model 機動車店）
- 達卡（Kawran Bazaar Shootkir 市集） [AT1]
- 達卡（Keranigonj Kholamora） 到 老達卡（Swarighat） [AT2]
- 老達卡（Shambazar Chan Mia Ghat）

路障：一位隊員必須修理達卡的公共汽車。首先隊員要用車身泥填滿車身損壞的地方，然後打磨車身好讓它可以重新上漆，最後要搬走車上三對座椅，放到翻新區，以換取下一道線索。
通行證：隊伍要到三處不同地點收集死老鼠，裝進袋子并交給巡查探員，以取得前往中繼站的線索。
绕道：选手要选择“打鐵”或“打棉”任一任务。
- 在「打鐵」（Pound the Metal）中，隊伍需要先用手拉動鼓風機加強火力，然后使用10磅重的鐵錘趁熱打鐵，將一根鐵棍打造成鑿子。当队员獲得鐵匠認可后，就能获得下一条线索。

- 在「打棉」（Pound the Cotton）中，队伍需要以傳統孟加拉方式製造一張床墊。利用竹棍將棉絮打到優質、類金屬的硬度，隊伍接著要把所有棉絮塞進床墊裡，并把缺口縫起來，好完成一張床墊。只要床墊的品質得到肯定后，隊伍就能获得下一条线索。

附加任務
- [AT1]：在 Shootkir 市集，隊伍要從裝滿乾魚的袋子裡面，找到代表比賽顏色的（紅黃色）乾魚，以換取下一道線索。
- [AT2]：完成繞道後，各隊必須前往渡口乘船抵達 Swarighat，然後步行前往中繼站。

### 第五段（孟加拉国）
播放日期：2012年10月29日
- 達卡（Jatrabari市场）[AT1]
- Demra（桥下的Ferry Ghat路）  [AT2]
- Sonargaon（Lok Shilpa Jadughar）

路障：一名队员需制作一台当地常用的基本称，之后在一边放上四块重石头，另一边放上同等重量的木头。一旦秤上的杠杆平衡后，就能获得下一条线索。
绕道：各队要选择「狗尾稻草」或「竹子丛林」任一任務。
- 在「狗尾稻草」（Straw-dogs）中，队伍要制作黄麻袋。首先他们要在大钉板上抽打黄麻解开纤维。梳理完20条后，他们要将黄麻送到制作袋子的机器，完成生产任务后，各队会获得下一条线索。

- 在「竹子丛林」（Bamboo-jungle）中,队伍要收集40根不同长度的竹竿（短粗10根，长10跟，短细20根）捆扎在人力车上，之后骑上人力车穿过街道，将竹子送往工地，交给工头，就能获得下一条线索。

附加任務：
- [AT1]：到达Jatrabari市场后要在众多的摊贩中找到当地人称为"Begun"的卖茄子商贩，就能获得下一条线索。

- [AT2]：完成绕道后选手们会在织好的黄麻袋或一块竹子上看见一栋建筑的图案，指引他们前往中继站。

### 第六段（孟加拉国 → 土耳其）
播放日期：2012年11月5日
- 達卡（沙阿賈拉勒國際機場）到  土耳其，伊斯坦布尔（伊斯坦布尔國際機場）
- 伊斯坦布尔，貝伊奧盧（Kabatas轮渡站） 到 Üsküdar（Üsküdar轮渡站）
- 伊斯坦布尔（Mısır Çarşısı14号摊位）
- 伊斯坦布尔（大巴扎）[AT1]
- 伊斯坦布尔（Savarona号游艇）

减速带：队伍要前往新清真寺附近作有标记的土耳其冰淇淋摊点，购买两勺土耳其冰淇淋，吃完就可继续前进。
绕道：各队要选择「运包包」或「洗白白」任一任務。
- 在「运包包」（Simit）中,队伍要将名叫“Simit”的面包圈放在大盘子上，然后头顶盘子穿过伊斯坦布尔的街道送往三家不同的店。运完后，烘焙师会给出下一条线索。

- 在「洗白白」（Scrub it）中，队伍要领取洗澡用品，然后前往许蕾姆苏丹公共浴场各选一位澡堂服务员，就可以享受土耳其浴了。一旦清洗完毕，就能获得下一条线索。

路障：一名队员扮成当地小贩，肩背又大又重的大茶壶向游客兜售果汁汽水，每杯卖1里拉。一旦卖完40杯后，小贩就会给出下一条线索。
附加任務：
[AT1]：到达大巴扎后，队伍要找到作有标记的喷泉从而获得下一条线索。

### 第七段（土耳其 → 俄罗斯）
播放日期：2012年11月12日
- 伊斯坦布尔（伊斯坦布尔國際機場）到  俄羅斯，莫斯科（謝列梅捷沃國際機場）
- 莫斯科（祖拉布·採列捷利雕塑公園）
- 莫斯科（Moskvoretsky Most）[AT1]
- 莫斯科（Luzhkov Most的愛之樹）[AT2]
- 莫斯科（莫斯科大劇院）

绕道：各队要选择「寻书」或「跳水」任一任務。
- 在「寻书」（Alphabetized）中,队伍要前往俄罗斯国家图书馆后得到图书馆目录。目录中有写着作者、题目和年代，都以俄文书写。他们需要使用图书馆目录形式寻找目录中的四本书的正确位置。一旦他们找到了，图书管理员就会带领队伍到书库去找书。一旦他们把找到的书拿给总图书管理员检查正确后，总图书管理员就会提供下一条线索。

- 在「跳水」（Synchronized）中,队伍要前往跳水运动场去与俄罗斯跳水国家队练习舞步，过后就和跳水队一起表演让教练评审。一旦成功过关就能获得下一条线索。

（注意：在这绕道的任务中，都有各个开放时间。如果队伍无法在开放时间内完成任务，将被罚时4小时。）
路障：一名队员要在愛之樹用钥匙解锁10把锁已解开布条，获得彩带里的线索。
附加任務
- [AT1]：到达Moskvoretsky Most后，选手要找到卫兵，就能获得线索。

- [AT2]：完成路障后，各队会获得一张俄罗斯卢布纸币，指引队伍前往中继站。

### 第八段（俄羅斯）
播放日期：2012年11月18日
- 莫斯科（Timiryazev Agricultural Academy – 第6建筑）
- 莫斯科（Sokolniki Park – Veranda Tantsev）

减速带：队伍要帮忙载送一位俄罗斯正教会的牧师前往教会,载送完毕后即可继续。
路障：一位隊員要以幻灯片的形式进行一个时区测试。首先以莫斯科的时间，再以俄罗斯地图、莫斯科的位置和UTC九个不同的时区，然后就显示一些俄罗斯城市所在的位置。他们需要在幻灯片进行完毕后，在指定的时间内完成任何五个城市的时间测试。如果全部正确，便可以得到下一个线索。
繞道：隊伍要選擇「跳舞」或「认人」任一任務。
- 在「跳舞」（Mover）任务中，隊伍要穿上俄罗斯军装并学习跳Trepak舞，然后要表演给评审看。一旦过关，就可得到下一道線索。

- 在「认人」（Shaker）任务中，隊伍要前往一个俄罗斯历史人物的宴会，他们要认出任何七位扮演的历史人物——叶卡捷琳娜二世、斯大林、列夫·托洛茨基、列昂尼德·伊里奇·勃列日涅夫、尼古拉·安德烈耶维奇·里姆斯基-科萨科夫、彼得大帝、谢尔盖·瓦西里耶维奇·拉赫玛尼诺夫、尼古拉二世和列宁。然后要填写这些历史人物中有几个人扮演。如果队伍全都答对，便可向扮演亚历山大·谢尔盖耶维奇·普希金的人领取下一道線索。

### 第九段（俄羅斯 → 荷蘭）
播放日期：2012年11月25日
- 莫斯科（謝列梅捷沃國際機場）到 荷蘭，阿姆斯特丹（斯希普霍尔机场）
- 阿姆斯特丹（史基浦机场车站）到 阿姆斯特丹（阿姆斯特丹中央車站）[AT1]
- 阿姆斯特丹（Magere Brug – Poffertjesboot）
- 阿姆斯特丹（Museum Geelvinck-Hinlopen）
- Ransdorp（Rural Village Field）
- Ransdorp（House of Rembrandt's Mistress）

起點線任務：各隊要猜出旗子代表的国家（荷蘭）并前往该国家的首都（阿姆斯特丹）。
通行證：隊伍要步行到Van Gogh Café，然后乘上一辆名叫The Floating Dutchman的特别巴士。当巴士进入水上时，各队员要在巴士上岸前吃完5条腌制的鲱，为时7分钟。如果队伍无法如期完成，巴士会回到Van Gogh Café并要等多10分钟才上乘巴士重新开始。如果过关，就能取得前往中繼站的線索。
绕道：选手要选择“回到过去”或“碾风琴”任一任务。
- 在「回到过去」（Back In Time）任务中，隊伍要和盛装打扮的演员重新制造画家伦勃朗描绘的《夜巡》，包括队员本身。如果评审觉得位置与图画相同，便可得到下一条线索。

- 在「碾风琴」（Organ To Grind）任务中，队伍要在三个街道风琴选一个，一名队员转风琴，另一个寻赏钱。当他们赚取30欧元后，碾风琴师会提供下一条线索。

路障：一位隊員须参加重温极速前进12的任务—— fierljeppen，用柱来越过泥水，越过后就拿提供线索木鞋，拿到后就越回来就可前往中繼站。
附加任務
- [AT1]：抵达阿姆斯特丹中央車站后，队伍须乘船穿过阿姆斯特爾河以寻找pofertjesboot并得到下一条线索。

（注意：前往Museum Geelvinck-Hinlopen后，队伍须乘公共巴士到Ransdorp，这规则在下午6时后解除。由于在6点后队伍还在比赛，所以队伍可以乘计程车到Ransdorp。）

### 第十段（荷蘭→ 西班牙）
播放日期：2012年12月2日
- 阿姆斯特丹（斯希普霍尔机场）到 西班牙，巴塞羅那（巴塞罗那机场）
- 巴塞羅那（巴塞羅那港） 到 馬略卡島，帕爾馬（帕爾馬港）
- 帕爾馬（帕尔马主教座堂） [AT1]
- 马纳科尔 （Centro de Alto Rendimiento）
- 坎帕内特（Cuevas de Campanet） [AT2]
- 帕爾馬（贝利韦尔城堡）

路障：一位隊員须以自动开球器发射打20粒网球在红土范围内，一旦过关就可得到下一条线索。如果自动开球器里的网球沒了，队员就要重新打过20粒网球。
绕道：选手要选择“转吧”或“牛吧”任一任务。
- 在「转吧」（Spin It）任务中，隊伍要前往萨波夫拉风车区，到达后先穿上安全装并修理400年馬略卡式风车的两片风车片。一旦修理完成并让修理师检查完成后，就可向扮演堂·吉诃德和桑丘·潘萨的演员得到下一条线索。

- 在「牛吧」（Bull It）任务中，队伍要前往穆罗的Plaza de Toros la Monumental，到达后就穿上牛装，前面的队员看不到方向而由后面的队员领导方向。队伍须在2分钟的时间内蹭过8名斗牛士的披肩并撞上第九个人造斗牛士。过关后可得到下一条线索。

附加任務
- [AT1]：在帕尔马主教座堂，队伍要在这些参加马洛卡节日扮演魔鬼的演员中寻找一位拿着线索的“魔鬼”，以得到下一个线索。

- [AT2]：在Cuevas de Campanet里，队伍要跟着音乐的源头以寻找在那弹吉他的吉他手，以得到下一条线索。

### 第十一段（西班牙→ 法國）
播放日期：2012年12月9日
- 帕爾馬（马略卡岛帕尔马机场） 到 巴塞羅那（巴塞罗那机场）
- 巴塞羅那（巴塞羅那Estació de França车站）到 法國，圣皮埃尔德科尔，羅亞爾河流域，圖爾（圣皮埃尔德科尔站）[AT1]
- 科隆比耶尔（Château de Villandry） [AT2]
- 昂布瓦斯（昂布瓦斯城堡）
- 布尔雷（La Cave des Roches）
- 尚翁索（舍農索城堡）

减速带：队伍要前往Chambre du Prince后帮忙一位女士绑上束腹后即可继续比赛。 
绕道：各队要选择「馔」或「耕」任一任務。
- 在「馔」（Chow）任务中,队伍要前往谢韦尔尼的Château de Cheverny。到达后准备肉类和其他食物让猎狗食用，首先去骨，然后把肉切得小块，称出狗粮的数量之后，再将食物按规定码放好，完成后就可以得到下一条线索。

- 在「犁」（Plow）任务中,队伍要前往谢韦尔尼的Château de Cheverny。到达后队伍要使用犁接在工作马上，然后在农田里犁出四条线，完成后即可得到下一条线索。

路障：一位队员要现记得蘑菇店展示的三种蘑菇（側耳屬、花脸属和香菇），然后用之前得到的篮子（详情请看附加任务）前往地下蘑菇农场寻找那三种蘑菇，并各摘十粒，然后回来让店家检查。如果全部正确，店家就会给队伍前往中续站的线索。
附加任務
- [AT1]：到达圣皮埃尔德科尔车站，队伍要从一家咖啡馆搬8个空篮子，然后用脚踢开福特翼虎的后备箱，将篮子放入后备箱，然后再用脚踢下后备箱门，最后要自行驱车前往Château de Villandry，找到一条石犬和下一条线索。

- [AT2]：根据线索“找到达芬奇最后的安息地”指引队伍前往昂布瓦斯城堡。

### 第十二段（法國→ 美國）
- 巴黎（戴高乐国际机场）到美國，紐約州，紐約（肯尼迪国际机场）
- 布鲁克林（康尼岛海滨)
- 布鲁克林（布鲁克林造船厂）
- 曼哈顿（Lombardi's披萨店）[AT1]
- 曼哈顿（联合国总部）
- 曼哈顿（Gotham大厅）

起点线任务：根据起点所给明信片上的图片,队伍要前往康尼岛并在明信片所给出区域的一张海报上发现下一条线索。
第一个路障：一名队员要穿上束缚衣，倒吊在码头15层楼高的空中。当脱掉束缚衣后，就将会迎来一次蹦极。回到地面后，就能得到下一条线索。
第二个路障：没有做第一个路障的队员,必须要正确排列曾经到达过9个国家的欢迎人员用当地语言说的“你好”和“再见”与相应国家的国旗连起来。全部连接正确后，就可以升起联合国旗，从而降下通往终点的线索。

| - 中國: " (您好)" & " (再见)" - 印度尼西亞: "" & "" - 孟加拉國: " ()" & " ()" - 土耳其: "" & "" | - 俄羅斯: " ()" & " ()" - 荷蘭: "" & "" - 西班牙: "" & "" - 法國: "" & "" |

附加任務
- [AT1]：完成第一个路障后,队伍要根据线索"寻找纽约的第一家匹萨店"指引队伍到达Lombardi's披萨店。到达后，队伍要十份披萨徒步送到三个指定地点，全部正确送到后，根据店主所给出的线索标志，他们要知道他们的下一个目的地是联合国总部。

## 資料來源
1. 1 2  .   [2012-07-11].
2. ↑   (新闻稿). CBS. 2012-08-28  [2012-08-29]. （原始内容存档于2013-01-02）.
3. ↑  . Buddytv.com.   [2012-08-16]. （原始内容存档于2016-03-05）.
4. ↑  Mitovich, Matt Webb. . TVLine. 2012-03-14  [2012-05-08]. （原始内容存档于2021-01-26）.
5. 1 2  Moynihan, Rob. . TV Guide. 2012-08-29  [2012-08-29]. （原始内容存档于2014-10-13）.
6. ↑  Derschowitz, Jessica. . CBS News. 2012-08-29  [2012-08-29]. （原始内容存档于2012-12-01）.
7. ↑  . CBS.   [2012-05-18]. （原始内容存档于2021-02-27）.
8. ↑  Rocha, Michael James. . U-T San Diego. 2012-08-29  [2012-08-29]. （原始内容存档于2015-07-13）.
9. ↑  . CBS.   [2012-09-22]. （原始内容存档于2013-07-27）.

## 外部連結
- 官方网站
- 互联网电影数据库（IMDb）上《The Amazing Race》的资料（英文）